# Barpy Alykulov

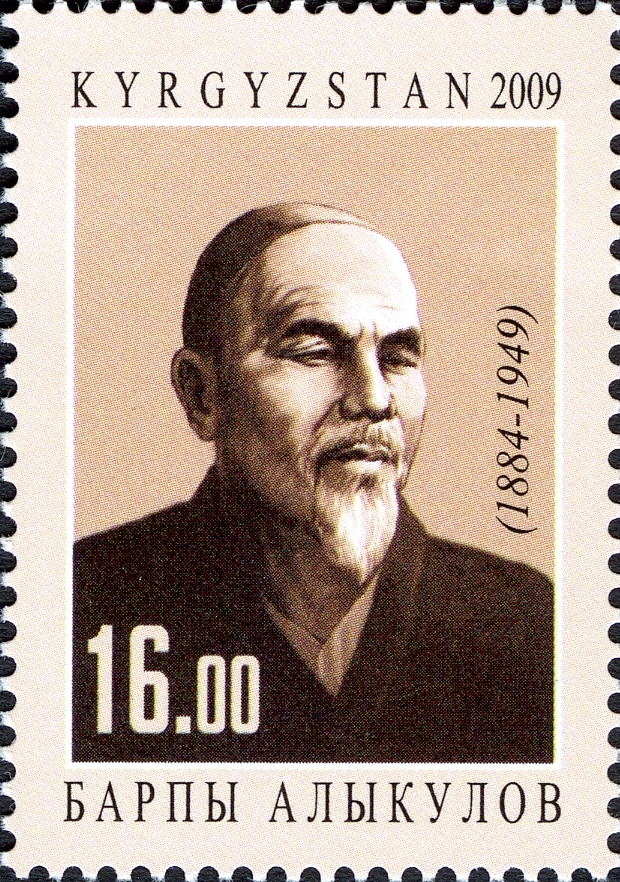

Barpy Alykulov (en kirguís: Барпы Алыкулов; 1884 - 9 de noviembre de 1949) fue un narrador y cantante kirguís de la época soviética conocido como un improvisador "akyn". Es considerado uno de los grandes poetas kirguíses.

## Biografía
Barpy Alykulov provenía de una familia pobre. Desde los 16 años, este joven cantante y poeta se hizo conocido por su talento como improvisador "akyn". Sus canciones del período prerrevolucionario hablaban del miserable destino del pueblo kirguís. Más tarde, escribió poemas sobre el tema de la construcción socialista.
A partir de 1943, las canciones de Barpy Alykulov fueron grabadas, y la mayoría de ellas traducidas al ruso. Es considerado un maestro de la forma poética, así como el sucesor de Toktogul Satilganov. Barpy Alykulov escribió textos satíricos y críticos, incluyendo un poema sobre el duro gobierno sufrido por los kirguís durante el Kanato Kokand.